# هيلين شافر
هيلين شافر هي منتجة أفلام ومخرجة وممثلة كندية، ولدت في 24 فبراير 1951 في كندا. من الجوائز التي نالتها جائزة المسرح العالمي سنة 1992.

## أعمال

### أفلام
- (1986) لون المال

### مسلسلات
- اورفان بلاك[4]
- فايكنغز

## جوائز
- جائزة المسرح العالمي (1992)

## وصلات خارجية
- هيلين شافر على موقع IMDb (الإنجليزية)
- هيلين شافر على موقع ألو سيني (الفرنسية)
- هيلين شافر على موقع تيرنر كلاسيك موفيز (الإنجليزية)
- هيلين شافر على موقع أول موفي (الإنجليزية)
- هيلين شافر على موقع قاعدة بيانات برودواي على الإنترنت (الإنجليزية)
- هيلين شافر على موقع قاعدة بيانات الأفلام السويدية (السويدية)
- هيلين شافر على موقع إن إن دي بي (الإنجليزية)
- هيلين شافر على موقع قاعدة بيانات الفيلم (الإنجليزية)
- هيلين شافر على موقع كينوبويسك (الروسية)